# Josh Dean
George Joshua Christian Dean (* 3. Dezember 1979 in Burnaby, Kanada) ist ein kanadischer Schauspieler und Improvisationskünstler.
Dean begann seine künstlerische Laufbahn als Künstler am Rapid Fire Theatre, einem Improvisationstheater, an dem er zeitweilig auch als Intendant arbeitete. Während seines achtjährigen Wirkens an jener Spielstätte, sowie diversen Gastspielen im In- und Ausland, erhielt er 2002 eine Rolle in der live improvisierten Seifenoper Die-Nasty. Des Weiteren arbeitete Dean auch als Theaterdarsteller an diversen Bühnen in Edmonton sowie als Autor und Dramaturg für Bühnenstücke.